# Itzik Zohar
Itzik Zohar (Hebreeuws: איציק זוהר) (Bat Yam, 31 oktober 1970) is een Israëlisch voormalig voetballer. Hij maakte zowel het eerste als het tweede doelpunt voor Israël als volledig erkend lid van de UEFA. In 2007 maakte hij deel uit van de eerste selectie voor het Israëlisch strandvoetbalteam.
Zohar maakte in 1987 de overstap van de jeugdopleiding naar de eerste ploeg van tweedeklasser Maccabi Jaffa FC. Een jaar later trok hij voor zes seizoenen naar Maccabi Tel Aviv FC, waar hij eenmaal landskampioen werd en eenmaal de Israëlische voetbalbeker won. Op 28 oktober 1992 zat hij in de selectie voor de eerste interland voor Israël als volwaardig erkend lid van de Europese voetbalbond. De wedstrijd, die gespeeld werd tegen Oostenrijk, eindigde in een 5-2 nederlaag voor Israël met twee doelpunten van Zohar. Desgevolgend maakte hij de eerste twee doelpunten voor zijn land als erkend lid. In 1994 tekende hij bij het Belgische Antwerp FC, waar hij door geelzucht slechts één seizoen actief zou zijn. Na een korte terugkeer naar Israël bij Maccabi Tel Aviv en Beitar Jeruzalem, ging hij in 1997 naar het Engelse Crystal Palace FC. Na het missen van een cruciale strafschop tegen Southampton FC werden zijn speelkansen bij deze club zeer klein, waarna hij opnieuw terugkeerde naar zijn thuisland. Na een tussenstop bij Maccabi Haifa kwam hij voor een derde keer bij Tel Aviv terecht, maar kwam door blessureleed niet aan spelen toe. Na de blessure was hij enkel nog actief in de lagere Israëlische voetbalreeksen, bij Maccabi Herzliya, Maccabi Netanja, MS Asjdod en Hapoel Nazareth Illit.
Op 1 juni 2007 maakte hij deel uit van de selectie voor de allereerste wedstrijd van het Israëlisch strandvoetbalteam. De vriendschappelijke wedstrijd tegen Engeland eindigde in een 6-5 overwinning voor Israël.